# Finlandssvenska nationen
Finlandssvenska Nationen förkortat FSN grundades 1994 för att främja finlandssvenska studenters samvaro samt införa finlandssvensk studentkultur vid Umeå universitet. FSN skiljer sig från de andra nationerna vid universitetet genom att nationen i sina stadgar bestämt att minst hälften av medlemmarna måste ha finlandssvenskt ursprung. 
Tankarna till ett grundande tog fart höstterminen 1994. Då hade det funnits ett behov av en finlandssvensk nation i många år. Det hade gjorts några halvhjärtade försök men ingen nation hade grundats. Tre juridikstuderande finlandssvenskar, Micke Bäckström, Sami Rintala och Åsa Gripenberg, träffades och började dra upp riktlinjerna för en nation. De tre blev senare i tur och ordning: Ordförande, vice ordförande och sekreterare i Finlandssvenska nationen vid Umeå Universitet. Det konstituerande mötet hölls den 9 november. Den första festen hölls passande nog på självständighetsdagen 6 december 1994. 
Finlandssvenska Nationen anordnar varje år dels sin årsfest i april samt en sittning för att fira Självständighetsdagen den 6 december. Nationen försöker även att delta i firandet av Pampas nationaldag samt i Brännbollsyran. Till detta ordnar nationen andra sittningar, fester, spelkvällar, utflykter och resor för sina medlemmar.
FSN samarbetar med Vasa nation i Helsingfors, Österbottniska nationen i Åbo och Ångermanlands nation. Man har även ett samarbete med Umeå Finlandssvenskar och Finsksvensk ungdom samt studentföreningen Brobyggarna rf i Vasa.